# Bomberman II
Bomberman II (Dynablaster en Europe) est un jeu vidéo d'action et de labyrinthe développé et édité par Hudson Soft, sorti en 1991 sur NES.

## Accueil
- Aktueller Software Markt : 8/12[1]
- Video Games : 81 %[2]